# Långseruds socken
Långseruds socken i Värmland ingick i Gillbergs härad , ingår sedan 1971 i Säffle kommun och motsvarar från 2016 Långseruds distrikt.
Socknens areal är 223,88 kvadratkilometer varav 193,31 land. År 2000 fanns här 703 invånare. Kyrkbyn Kyrkebol med sockenkyrkan Långseruds kyrka ligger i socknen.   

## Administrativ historik
Socknen har medeltida ursprung. Omkring 1500 införlivades Lönskogs församling och före 1644 Åskogs församling.
Vid kommunreformen 1862 övergick socknens ansvar för de kyrkliga frågorna till Långseruds församling och för de borgerliga frågorna bildades Långseruds landskommun. Landskommunen uppgick 1952 i Svanskogs landskommun som 1971 och uppgick i Säffle kommun.
1 januari 2016 inrättades distriktet Långserud, med samma omfattning som församlingen hade 1999/2000.  
Socknen har tillhört län, fögderier, tingslag och domsagor enligt vad som beskrivs i artikeln Gillbergs härad. De indelta soldaterna tillhörde Värmlands regemente, Gillbergs kompani.

## Geografi
Långseruds socken ligger nordväst om Säffle kring Lillälven. Socknen har odlingsbygd vid vattendragen och sjöarna och är i övrigt en sjörik starkt kuperad skogsbygd med höjder som når 313 meter över havet.
Europaväg 18 genomkorsar socknen och passerar cirka 500 meter söder om Långserud kyrka.
I söder ligger sjön Eldan med Eldansnäs gård. Eldan avrinner genom Lillälven och nedströms ligger den lilla Lången. Här fortsätter Lillälven förbi Långserud kyrka och mynnar i sjön Aspen. Bland övriga sjöar i socknen kan nämnas Öjesjön, Vålungen, Björnklammen samt Fjällsjön.
Vid Lönnskog och Åstenkog finns grunder efter kapell - träkyrkor - från medeltiden.

## Fornlämningar
Boplatser från stenåldern är funna. Från järnåldern finns spridda stensättningar och en fornborg.

## Namnet
Namnet skrevs 1503 Langxret och kommer troligen från den gård på vars mark kyrkan byggdes. Förleden är namnet på sjön Lången. Efterleden är rud, 'röjning'.

## Befolkningsutveckling
| Befolkningsutvecklingen i Långseruds socken 1750–1990                                                    | Befolkningsutvecklingen i Långseruds socken 1750–1990 | Befolkningsutvecklingen i Långseruds socken 1750–1990 | Befolkningsutvecklingen i Långseruds socken 1750–1990 | Befolkningsutvecklingen i Långseruds socken 1750–1990 |
| --- | ----------------------------------------------------- | ----------------------------------------------------- | ----------------------------------------------------- | ----------------------------------------------------- |
| |                                                       |                                                       |                                                       |                                                       |
| År |                                                       |                                                       | Folkmängd                                             |                                                       |
| 1750 | 1750                                                  |                                                       | 1 300                                                 |                                                       |
| 1760 | 1760                                                  |                                                       | 1 435                                                 |                                                       |
| 1769 | 1769                                                  |                                                       | 1 539                                                 |                                                       |
| 1780 | 1780                                                  |                                                       | 1 510                                                 |                                                       |
| 1790 | 1790                                                  |                                                       | 1 475                                                 |                                                       |
| 1810 | 1810                                                  |                                                       | 1 675                                                 |                                                       |
| 1820 | 1820                                                  |                                                       | 1 984                                                 |                                                       |
| 1830 | 1830                                                  |                                                       | 2 307                                                 |                                                       |
| 1840 | 1840                                                  |                                                       | 2 508                                                 |                                                       |
| 1850 | 1850                                                  |                                                       | 2 802                                                 |                                                       |
| 1860 | 1860                                                  |                                                       | 3 167                                                 |                                                       |
| 1870 | 1870                                                  |                                                       | 3 309                                                 |                                                       |
| 1880 | 1880                                                  |                                                       | 3 194                                                 |                                                       |
| 1890 | 1890                                                  |                                                       | 2 776                                                 |                                                       |
| 1900 | 1900                                                  |                                                       | 2 542                                                 |                                                       |
| 1910 | 1910                                                  |                                                       | 2 042                                                 |                                                       |
| 1920 | 1920                                                  |                                                       | 1 878                                                 |                                                       |
| 1930 | 1930                                                  |                                                       | 1 834                                                 |                                                       |
| 1940 | 1940                                                  |                                                       | 1 665                                                 |                                                       |
| 1950 | 1950                                                  |                                                       | 1 362                                                 |                                                       |
| 1960 | 1960                                                  |                                                       | 1 200                                                 |                                                       |
| 1970 | 1970                                                  |                                                       | 886                                                   |                                                       |
| 1980 | 1980                                                  |                                                       | 749                                                   |                                                       |
| 1990 | 1990                                                  |                                                       | 742                                                   |                                                       |
| Anm: Källor: Umeå universitet - Tabellverket 1749-1859, Demografiska databasen, CEDAR, Umeå universitet. |                                                       |                                                       |                                                       |                                                       |

## Personer från bygden
Tonsättaren Adolf Wiklund föddes i Långserud.
Tidningsmannen Mauritz Hellberg.